# ریو اکاوارا
ریو اکاوارا (ژاپنی: 大河原 亮؛ زادهٔ ۱۲ اکتبر ۱۹۸۷) یک بازیکن فوتبال اهل ژاپن است.
از باشگاه‌هایی که در آن بازی کرده‌است می‌توان به باشگاه فوتبال کاشیوا ریسول اشاره کرد.